# Atletismo nos Jogos Pan-Americanos de 1999 - 400 m com barreiras feminino
As provas dos 400 m com barreiras feminino nos Jogos Pan-Americanos de 1999 foram realizadas em 27 e 28 de julho de 1999.

## Medalhistas
| Ouro                  | Prata                        | Bronze                              |
| Daimí Pernía CUB Cuba | Andrea Blackett BAR Barbados | Michelle Johnson USA Estados Unidos |

## Resultados

### Eliminatórias
Classificação: Os três primeiros de cada eliminatória (Q) e os próximos dois melhores (q) classificaram para a final.
| Posição | Eliminatória | Nome              | Nacionalidade      | Tempo   | Notas |
| ------- | ------------ | ----------------- | ------------------ | ------- | ----- |
| 1       | 1            | Andrea Blackett   | BAR Barbados       | 55.65   | Q     |
| 2       | 2            | Daimí Pernía      | CUB Cuba           | 55.81   | Q     |
| 3       | 1            | Michelle Johnson  | USA Estados Unidos | 56.17   | Q     |
| 4       | 2            | Karlene Haughton  | CAN Canadá         | 56.74   | Q     |
| 5       | 2            | Joanna Hayes      | USA Estados Unidos | 56.79   | Q     |
| 6       | 1            | Allison Beckford  | JAM Jamaica        | 57.28   | Q     |
| 7       | 1            | Deniece Bell      | CAN Canadá         | 57.60   | q     |
| 8       | 2            | Ana Paula Pereira | BRA Brasil         | 59.69   | q     |
| 9       | 1            | Ondina Rodríguez  | ECU Equador        | 1:04.32 |       |
| 10      | 2            | Debbie-Ann Parris | JAM Jamaica        | DNF     |       |

### Final
| Posição          | Nome              | Nacionalidade      | Tempo | Notas |
| ---------------- | ----------------- | ------------------ | ----- | ----- |
| Medalha de ouro  | Daimí Pernía      | CUB Cuba           | 53.44 | PR    |
| Medalha de prata | Andrea Blackett   | BAR Barbados       | 53.98 |       |
| 3                | Michelle Johnson  | USA Estados Unidos | 54.22 |       |
| 4                | Karlene Haughton  | CAN Canadá         | 55.62 |       |
| 5                | Joanna Hayes      | USA Estados Unidos | 55.90 |       |
| 6                | Allison Beckford  | JAM Jamaica        | 56.52 |       |
| 7                | Deniece Bell      | CAN Canadá         | 56.81 |       |
| 8                | Ana Paula Pereira | BRA Brasil         | 57.92 |       |